# Morcott
Morcott is een civil parish in het bestuurlijke gebied Rutland, in het Engelse graafschap Rutland met 321 inwoners.